# Península de Ards
La península de Ards (del irlandés: un Aird) es una península que se encuentra en el condado de Down, Irlanda del Norte. Esta península separa el lago Strangford del canal del Norte del mar de Irlanda. En esta península se encuentran varios pueblos y ciudades. Entre ellas: Newtownards, situado en el extremo norte de la península, la cual es la ciudad más grande de la zona; Portaferry que se ubica en el extremo sur de la península; y la ciudad costera de Donaghadee.

## Historia
La península fue conocida antiguamente como "Las Ards", y fue conquistada por los normandos en el siglo XII. Durante esa época, la familia de origen normando Savage participó en la construcción de una serie de castillos y conventos de la península.
Durante la Segunda Guerra Mundial la Royal Air Force (Real Fuerza Aérea) se construyeron varias pistas de aterrizaje en la Península de Ards, entre ellas las de Ballyhalbert y la de Kirkistown. Estas dos se hallan cerradas hoy en día, y en la de Kirkistown se realizan competiciones de carreras de autos y motos.
- Datos: Q155933
- Multimedia: Ards Peninsula / Q155933